# Hant's Harbour
Hant's Harbour is een gemeente (town) in de Canadese provincie Newfoundland en Labrador.

## Geschiedenis
In 1970 werd het dorp een gemeente met het statuut van local improvement district (LID). In 1980 werden LID's op basis van The Municipalities Act als bestuursvorm afgeschaft, waarop de gemeente automatisch een town werd.

## Geografie
Hant's Harbour ligt aan de oevers van Trinity Bay aan de westkust van het schiereiland Bay de Verde. Dat is op zijn beurt een subschiereiland van Avalon in het zuidoosten van het eiland Newfoundland.
De plaats is bereikbaar via provinciale route 80 en ligt 7 km ten noordoosten van de gemeente Winterton en 3 km ten zuidwesten van het dorp New Chelsea. 

## Demografie
Demografisch gezien is Hant's Harbour, net zoals de meeste kleine dorpen op Newfoundland, aan het krimpen. Tussen 1991 en 2021 daalde de bevolkingsomvang van 531 naar 318. Dat komt neer op een daling van 231 inwoners (-40,1%) in dertig jaar tijd.
| Demografische ontwikkeling van Hant's Harbour tussen 1991 en 2021 |
| ----------------------------------------------------------------- |
|                                                                   |
| Bron: Statistics Canada (1991–1996, 2001–2006, 2011–2016, 2021)   |